# NGC 4435

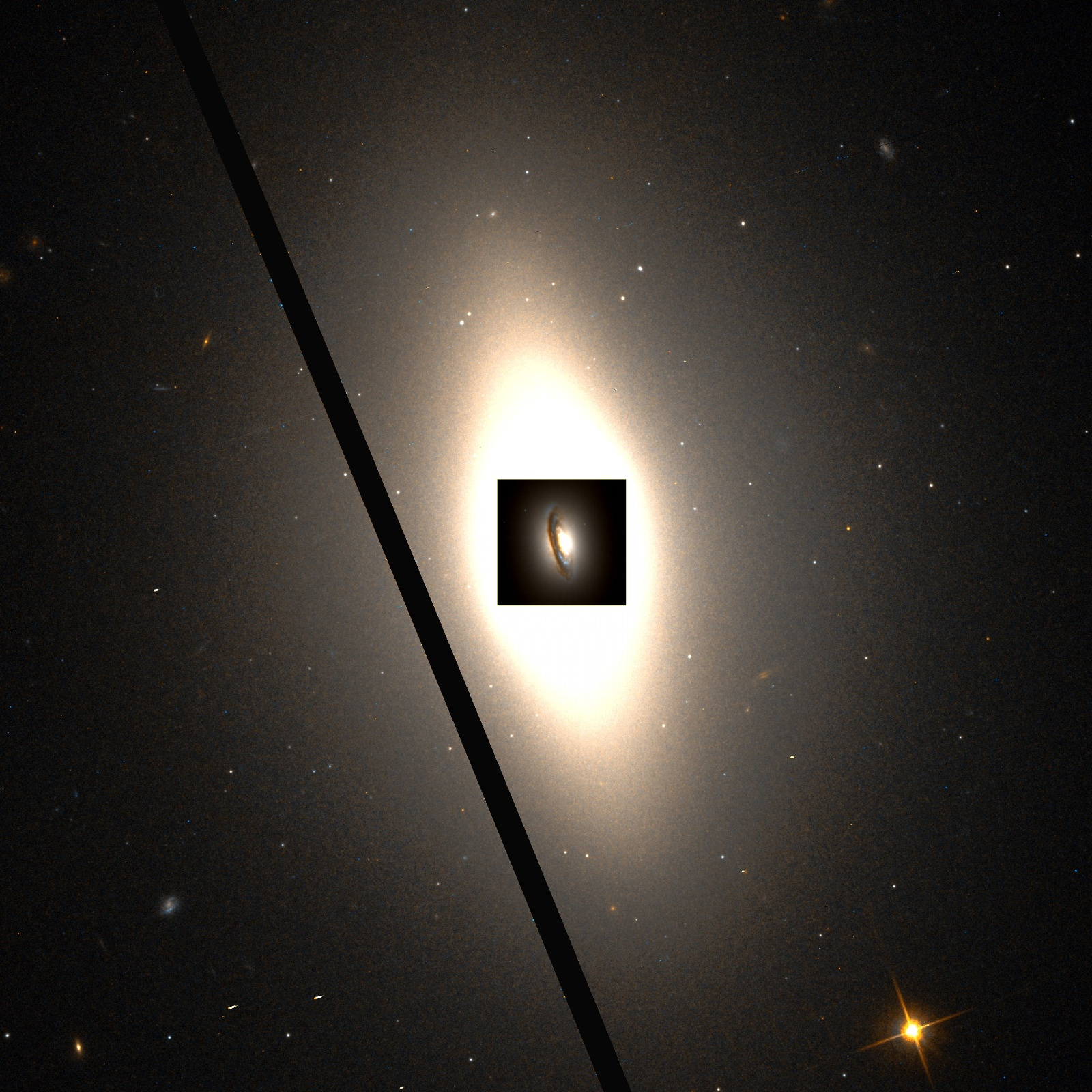
De kern van NGC 4435

NGC 4435 is een lensvormig sterrenstelsel in het sterrenbeeld Maagd. Het hemelobject werd op 8 april 1784 ontdekt door de Duits-Britse astronoom William Herschel.
NGC 4435 behoort samen met NGC 4438 tot een groep van 2 interagerende sterrenstelsels op ongeveer 52 miljoen lichtjaar van de Aarde. Beide sterrenstelsels liggen ongeveer 100.000 lichtjaar van elkaar verwijderd. Daarnaast behoort NGC 4435 ook tot Markarians Ketting, een groep van minstens 7 schijnbaar gealigneerde sterrenstelsels in de Virgocluster. Beide stelsels (NGC 4435 en NGC 4438) werden de ogen (the eyes) genoemd door Leland S. Copeland.

## Synoniemen
- UGC 7575
- VV 188
- MCG 2-32-64
- Arp 120
- ZWG 70.98
- VCC 1030
- IRAS 12251+1321
- PGC 40898